# 歐塞奇鎮區 (明尼蘇達州貝克縣)
歐塞奇鎮區（英語：Osage Township）是位於美國明尼蘇達州貝克縣的一個行政鎮區。

## 地方資料
歐塞奇鎮區的面積為92.80平方千米，當中陸地面積為90.40平方千米，而水域面積為2.40平方千米。根據2020年美國人口普查的數據，當地共有人口885人，而人口密度為每平方千米9.54人。